# کول نوو
کول نوو (به انگلیسی: CoolNovo) (نام قبلی کروم پلاس=Chrome Plus) یک مرورگر وب رایگان مبتنی بر کرومیوم است. این مرورگر یک جایگزین کامل برای گوگل کروم است و شامل برخی ویژگی‌هایی است که در گوگل کروم نیستند.
تاریخ:
اولین نسخه عمومی کروم پلاس برای سیستم عامل ویندوز در ۱۴ ژوئیه ۲۰۰۹ بیرون آمد. پس از آن نسخه ۲٫۰٫۰٫۴ در ۳۰ دسامبر ۲۰۱۱ آمد. به درخواست گوگل این مرورگر به کول نوو (به انگلیسی: CoolNovo) تغییر نام پیدا کرد.
ویژگی‌های فنی:
کول نوو به طور کامل ویژگی‌ها و کارکرد مشابه کرومیوم را دارد. اما توسعه دهندگان چینی باعث اضافه شدن ویژگی‌هایی شده‌اند.
حرکت ماوس
مدیریت دانلود بهتر
قابلیت سوئیچ به دو تب کروم و اینترنت اکسپلور
حذف تبلیغات اضافی
قابلیت سفارشی کردن گزینه‌های راه اندازی در یک رابط مرورگر گرافیکی
محافظت از اطلاعات شخصی شما
سیاست بهبود پاکسازی اطلاعات خصوصی
پس از آن در نسخه ۱٫۵٫۲٫۰ اضافه شد پشتیبانی از فایل‌های MHT